# Verlanding

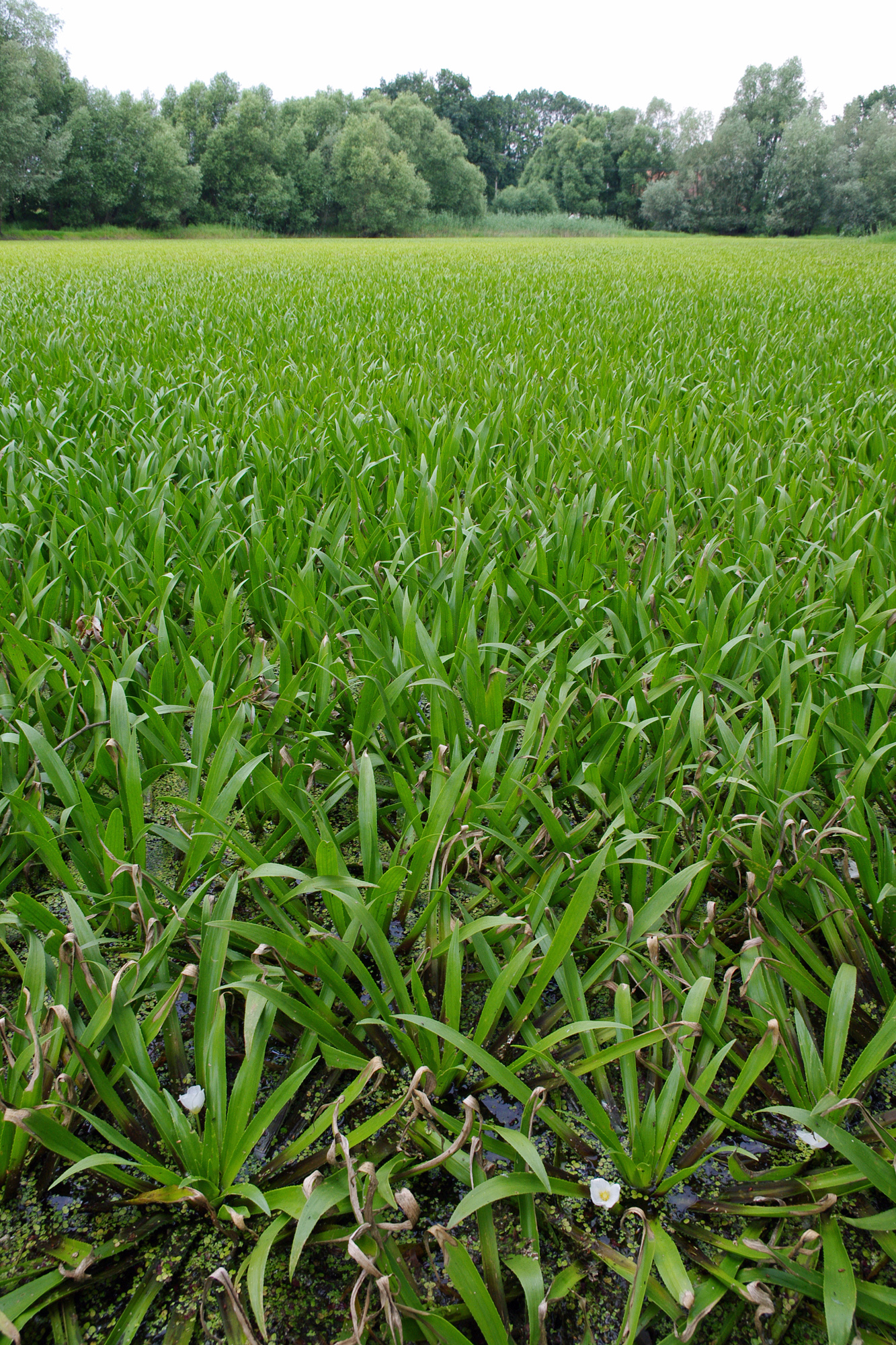
Krabbenscheer in de vroege stadia van verlanding.

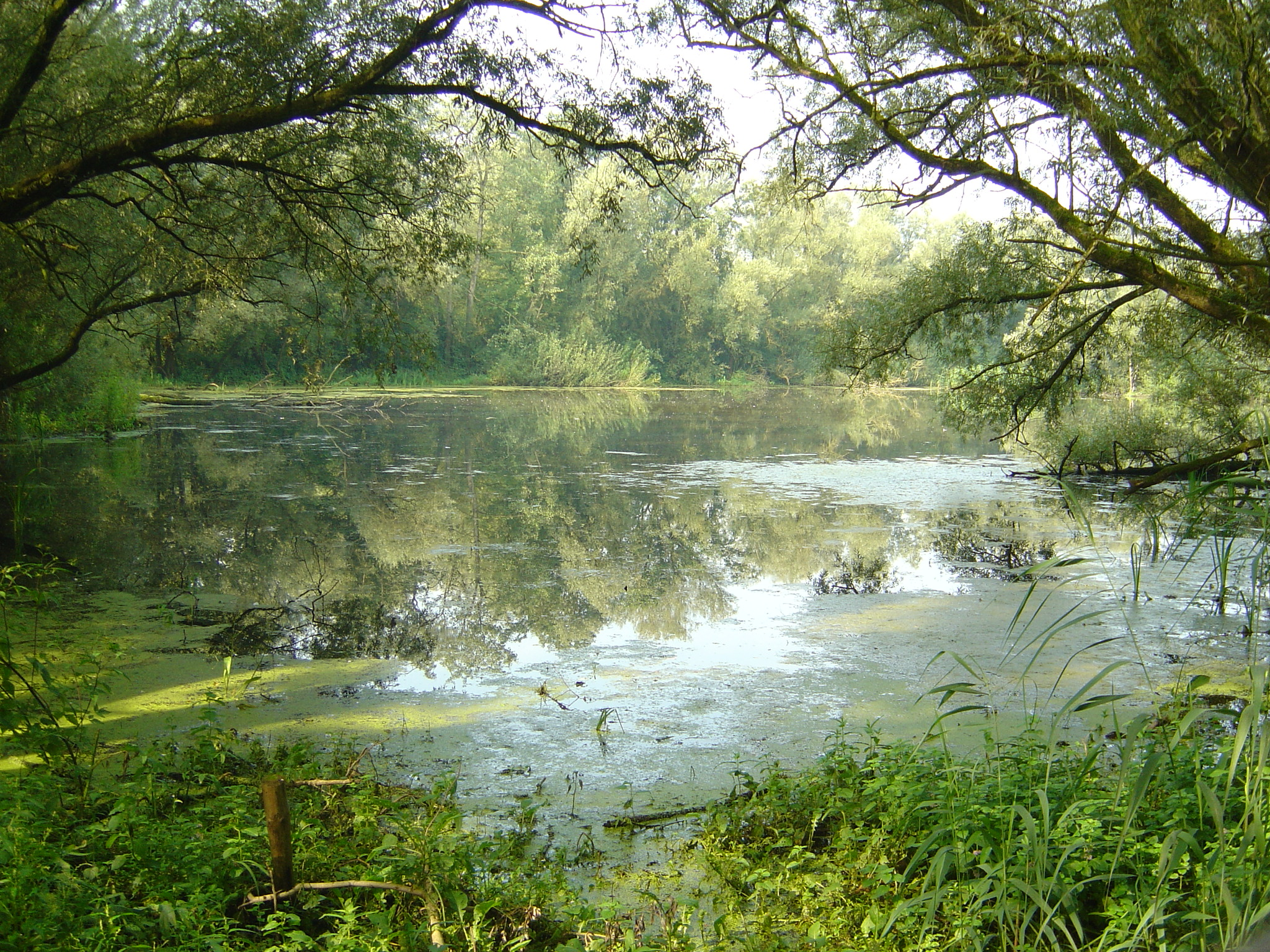
Broekbos bij de rivier de IJssel in Overijssel

Verlanding is een proces waarbij drasland, moerassen, plassen en andere ondiepe wateren langs natuurlijke weg in land veranderen. Dit proces kan tientallen tot honderden jaren duren.
Verlanding komt het meest voor bij (ondiepe) meren. Dit betekent niet dat alle meren eens zullen verdwijnen: overstromingen, stormen en ook menselijk ingrijpen houden ze in stand en doen nieuwe ontstaan. Een moeras is vaak een tussenfase in een verlandingsproces.
Wanneer de mens niet ingrijpt zal verlanding van een plas als volgt plaats (kunnen) vinden:
- Riet begint langs de oevers te groeien, en waterplanten in het water;
- Dode plantenresten veranderen in humus en vullen de plas op. Het riet breidt zich sterk uit, tot bijna in het centrum van de plas;
- Langs de voormalige oevers wordt het riet verdrongen door verlandingsvegetatie die aan drogere grond is aangepast;
- Van de plas resteren nog kleine vijvertjes en slootjes, omringd door riet. Op veel gebieden is de bodem nu stevig genoeg voor andere planten, en zelfs voor een zogenaamd broekbos;
- De laatste plasjes verlanden. Het broekbos verandert in een normaal bos.

Verlanding wordt vaak als ongewenst beschouwd, omdat men de wetlands of meren wil behouden. De ecologie kan uniek zijn, en meren trekken bovendien toeristen aan (zeilen op de Friese meren). De mens gaat verlanding daarom vaak tegen, bijvoorbeeld door het riet te verwijderen.